# Maria Elin Olsson
Maria Elin Olsson, född 18 maj 1985, är en svensk kampsport-utövare inom thaiboxning, kickboxning och kung fu (sanshou).

## Karriär
Hösten 2011 stod Olsson för en unik prestation då hon inom 40 dagar tog VM-medalj inom tre olika kampsporter – thaiboxning, kickboxning och sanshou (kung fu).
Meriter
- SM-guld i thaiboxning 2013
- WKN world champion K1 2012
- EM-silver kickboxning K1 2012
- VM-brons i sanshou -60 kg 2011
- VM-silver i K1 -60 kg 2011
- VM-silver i thaiboxning -56 kg 2011
- SM-silver i kickboxning K1 2011
- SM-guld i sanshou 2011
- SM-guld i thaiboxning 2011
- SM-guld i sanshou 2010
- EM-brons i sanshou 2010

## Utmärkelser
- Svenska kampsportsgalan
  - Årets genombrott 2013